# Championnat d'Afrique des nations féminin de handball 1985
Navigation
Championnat d'Afrique des nations 1983 Championnat d'Afrique des nations 1987
La 6e édition du Championnat d'Afrique des nations féminin de handball a eu lieu à Luanda (Angola)  du 14 au 23 septembre 1985. Le tournoi réunit les meilleurs nations féminines de handball en Afrique et a lieu en même temps que le tournoi masculin mais pour la première fois pas dans le même pays. Ce championnat sert de qualification pour les championnats du monde 1986.
La compétition est remportée pour la quatrième consécutive par la République populaire du Congo devant la Côte d'Ivoire qui remporte à cette occasion sa première médaille continentale. Le Cameroun complète le podium.

## Résultats

### Phase de groupes
Le programme des sixièmes championnats d'Afrique des nations de handball féminines est paru sur El Moudjahid du samedi 14 septembre 1985.

#### Groupe A
| Rang | Équipe        | Pts | J | G | N | P | Bp | Bc | Diff | Qualification        |
| ---- | ------------- | --- | - | - | - | - | -- | -- | ---- | -------------------- |
| 1    | Côte d'Ivoire | 5   | 3 | 2 | 1 | 0 | 68 | 46 | +22  | Demi-finales         |
| 2    | RP Congo      | 5   | 3 | 2 | 1 | 0 | 63 | 45 | +18  | Demi-finales         |
| 3    | Angola        | 2   | 3 | 1 | 0 | 2 | 50 | 59 | −9   | Poule de consolation |
| 4    | Égypte        | 0   | 3 | 0 | 0 | 3 | 31 | 62 | −31  | Poule de consolation |

| 14 septembre 1985 | Angola        | 18–14 | Égypte       | Pavilhão da Cidadela |
| 14 septembre 1985 | R.Serqueira 5 | (9–5) | 4 joueuses 3 | Pavilhão da Cidadela |

| 15 septembre 1985 14h30 | RP Congo | 21–21 | Côte d'Ivoire | Pavilhão da Cidadela |
| 15 septembre 1985 14h30 | (10–9)   |       |               | Pavilhão da Cidadela |

| 17 septembre 1985 9h00 | RP Congo | 21–9 | Égypte | Pavilhão da Cidadela |
| 17 septembre 1985 9h00 | (12–4)   |      |        | Pavilhão da Cidadela |

| 17 septembre 1985 14h00 | Angola  | 17–24 | Côte d'Ivoire | Pavilhão da Cidadela |
| 17 septembre 1985 14h00 | (10–12) |       |               | Pavilhão da Cidadela |

| 19 septembre 1985 9h00 | Côte d'Ivoire | 23–8 | Égypte | Pavilhão da Cidadela |
| 19 septembre 1985 9h00 | (12–6)        |      |        | Pavilhão da Cidadela |

| 19 septembre 1985 14h00 | Angola   | 15–21 | RP Congo      | Pavilhão da Cidadela |
| 19 septembre 1985 14h00 | Chinha 4 | (7–9) | Constantine 5 | Pavilhão da Cidadela |

#### Groupe B
| Rang | Équipe   | Pts | J | G | N | P | Bp  | Bc  | Diff | Qualification        |
| ---- | -------- | --- | - | - | - | - | --- | --- | ---- | -------------------- |
| 1    | Nigeria  | 6   | 4 | 3 | 0 | 1 | 103 | 52  | +51  | Demi-finales         |
| 2    | Cameroun | 6   | 4 | 3 | 0 | 1 | 103 | 57  | +46  | Demi-finales         |
| 3    | Tunisie  | 6   | 4 | 3 | 0 | 1 | 95  | 60  | +35  | Poule de consolation |
| 4    | Sénégal  | 2   | 4 | 1 | 0 | 3 | 54  | 94  | −40  | Poule de consolation |
| 5    | Ghana    | 0   | 4 | 0 | 0 | 4 | 33  | 125 | −92  | Poule de consolation |

| 15 septembre 1985 9h00 | Ghana | 11–16 | Sénégal | Pavilhão da Cidadela |
| 15 septembre 1985 9h00 | (3–6) |       |         | Pavilhão da Cidadela |

| 15 septembre 1985 14h30 | Nigeria | 19–16 | Cameroun | Pavilhão da Cidadela |
| 15 septembre 1985 14h30 | (7–9)   |       |          | Pavilhão da Cidadela |

| 16 septembre 1985 9h00 | Tunisie | 20–16 | Nigeria | Pavilhão da Cidadela |
| 16 septembre 1985 9h00 | (9–6)   |       |         | Pavilhão da Cidadela |

| 16 septembre 1985 9h00 | Sénégal | 14–27 | Cameroun | Pavilhão da Cidadela |
| 16 septembre 1985 9h00 | (6–13)  |       |          | Pavilhão da Cidadela |

| 17 septembre 1985 9h00 | Nigeria | 26–9 | Sénégal | Pavilhão da Cidadela |
| 17 septembre 1985 9h00 | (12–6)  |      |         | Pavilhão da Cidadela |

| 17 septembre 1985 9h00 | Tunisie | 28–8 | Ghana | Pavilhão da Cidadela |
| 17 septembre 1985 9h00 | (17–5)  |      |       | Pavilhão da Cidadela |

| 18 septembre 1985 9h00 | Ghana  | 7–42 | Nigeria | Pavilhão da Cidadela |
| 18 septembre 1985 9h00 | (4–23) |      |         | Pavilhão da Cidadela |

| 18 septembre 1985 15h00 | Tunisie | 17–21 | Cameroun | Pavilhão da Cidadela |
| 18 septembre 1985 15h00 | (8–10)  |       |          | Pavilhão da Cidadela |

| 19 septembre 1985 9h00 | Tunisie | 30–15 | Sénégal | Pavilhão da Cidadela |
| 19 septembre 1985 9h00 | (11–9)  |       |         | Pavilhão da Cidadela |

| 19 septembre 1985 9h00 | Ghana | 7–39 | Cameroun | Pavilhão da Cidadela |

### Phase finale
La finale, disputée le lundi 23 septembre 1985 en soirée, a vu le Congo battre la Côte d'Ivoire 22 à 18 (mi-temps 10-7). Les matchs ont été disputés au complexe sportif de Cidadela à Luanda :
|  | Demi-finales             | Demi-finales             |                        |          | Finale            | Finale            |
|  | Demi-finales             | Demi-finales             |                        |          | Finale            | Finale            |
|  |                          |                          |                        |          |                   |                   |
|  | 21 septembre 1985, 17h00 | 21 septembre 1985, 17h00 |                        |          | 23 septembre 1985 | 23 septembre 1985 |
|  | 21 septembre 1985, 17h00 | 21 septembre 1985, 17h00 |                        |          | 23 septembre 1985 | 23 septembre 1985 |
|  | RP Congo                 | 24                       |                        |          | 23 septembre 1985 | 23 septembre 1985 |
|  | RP Congo                 | 24                       |                        |          | 23 septembre 1985 | 23 septembre 1985 |
|  | Nigeria                  | 18                       |                        |          | 23 septembre 1985 | 23 septembre 1985 |
|  | Nigeria                  | 18                       | RP Congo               | 22       |                   |                   |
|  | 21 septembre 1985, 19h30 |                          | RP Congo               | 22       |                   |                   |
|  |                          | Côte d'Ivoire            | 18                     |          |                   |                   |
|  | Côte d'Ivoire            | Côte d'Ivoire            | 18                     | 22 ou 18 |                   |                   |
|  | Côte d'Ivoire            |                          |                        | 22 ou 18 |                   |                   |
|  | Cameroun                 | 16 ou 13                 |                        |          |                   |                   |
|  | Cameroun                 | 16 ou 13                 | Match pour la 3e place |          |                   |                   |
|  |                          |                          |                        |          |                   |                   |
|  | 23 septembre 1985        |                          |                        |          |                   |                   |
|  |                          |                          |                        |          |                   |                   |
|  | Nigeria                  | 14                       |                        |          |                   |                   |
|  | Nigeria                  | 14                       |                        |          |                   |                   |
|  | Cameroun                 | 24                       |                        |          |                   |                   |
|  | Cameroun                 | 24                       |                        |          |                   |                   |

#### Demi-finales
| 21 septembre 1985 15h45 | Côte d'Ivoire | 22–16 | Cameroun | Pavilhão da Cidadela |

| 21 septembre 1985 18h15 | RP Congo | 24–18 ou 18-13 | Nigeria | Pavilhão da Cidadela |

#### Match pour la3eplace
| 22 septembre 1985 15h00 | Cameroun | 24–14 | Nigeria | Pavilhão da Cidadela |
| 22 septembre 1985 15h00 | (10–7)   |       |         | Pavilhão da Cidadela |

#### Finale
| 23 septembre 1985 17h00 | RP Congo | 22–18 | Côte d'Ivoire | Pavilhão da Cidadela |

### Poule de consolation
| 21 septembre 1985 9h00 | Égypte | 30–15 | Sénégal | Pavilhão da Cidadela |

| 21 septembre 1985 11h30 | Angola | 16–13 | Tunisie | Pavilhão da Cidadela |
| 21 septembre 1985 11h30 | (10–8) |       |         | Pavilhão da Cidadela |

| 22 septembre 1985 9h00 | Tunisie | 20–20 | Égypte | Pavilhão da Cidadela |

| 22 septembre 1985 10h15 | Angola | 30–12 | Ghana | Pavilhão da Cidadela |

| 23 septembre 1985 9h00 | Angola | 22–10 | Sénégal | Pavilhão da Cidadela |

| 23 septembre 1985 10h15 | Égypte | 20–18 | Ghana | Pavilhão da Cidadela |

## Classement final
Le classement final est,, :
| Rang                        | Pays          | Commentaire                                  |
| --------------------------- | ------------- | -------------------------------------------- |
| Médaille d'or, Afrique      | RP Congo      | Qualifié pour le Championnat du monde 1986   |
| Médaille d'argent, Afrique  | Côte d'Ivoire | Qualifié pour le Championnat du monde B 1987 |
| Médaille de bronze, Afrique | Cameroun      | Demi-finalistes                              |
| 4                           | Nigeria       | Demi-finalistes                              |
| 5                           | Angola        | Poule de consolation                         |
| 6                           | Tunisie       | Poule de consolation                         |
| 7                           | Égypte        | Poule de consolation                         |
| 8                           | Sénégal       | Poule de consolation                         |
| 9                           | Ghana         | Poule de consolation                         |